# Joseph A. F. Fladung
Joseph A. F. Fladung (1776–1868) német természettudós.

## Művei
- Versuch über die Kennzeichen der Edelsteine und deren vortheilhaftesten Schnitt. Zum Theile nach der Beschreibung des Museums des Herrn De Drée, mit Abänderungen und Vermehrungen. Nebst einem Verzeichnisse und einer Abbildung der ausgewählten Edelstein-Sammlung des Herrn J. F. von der Null. Pesth, 1819.
- Korompa. Hely n., 1829. (Német költemény.)
- Kurzer Abriss der Seelen- und Denklehre als Versuch einer populären Psychologie und Logik für weibliche Jugend. In 12 Abenden gesprochen. Tirnau, 1844. Két rész.
- Versuch populärer Vorträge über Astronomie ohne Berechnungen. Als Fortsetzung der Physik für junge Damen. Gehalten in den Anlagen von Felső-Lendva. Mit 6 Sternkärtchen und eingedruckten Holzschnitten. Wien, 1845.